# 020 T PLM 7001 à 7005
Les 020 T PLM 7001 à 7005 sont des locomotives à vapeur de manœuvres de la Compagnie des chemins de fer de Paris à Lyon et à la Méditerranée (PLM), de type 020 avec chaudière verticale. Elles circulaient uniquement dans les dépôts. 

## Construction
La série est composée de :
- 7001 à 7003 livrées par Fives-Lille en 1906, initialement immatriculées 5601 à 5603,
- 7004 à 7005 livrées par la firme américaine H. K. Porter (en)[1] en 1920. Lors de la création de la SNCF, elles sont renumérotées 020 TA 4 et 5.

## Caractéristiques
7004-7005 :
- chaudière verticale Field,
  - timbre : 1 MPa (10 kg/cm2)
  - surface de grille : 0,78 m2
  - alésage et course des cylindres : 9 × 14 pouces[2]
- cabestan de halage à l’avant